# Gjerrild
Gjerrild er en by på det nordlige Djursland med 398 indbyggere  (2024), beliggende 57 km øst for Randers, 29 km nordøst for Ryomgård, 44 km nord for Ebeltoft og 13 km nordvest for kommunesædet Grenaa. Byen hører til Norddjurs Kommune og ligger i Region Midtjylland. I 1970-2006 hørte byen til Nørre Djurs Kommune.
Gjerrild hører til Gjerrild Sogn. Gjerrild Kirke fra 1100-tallet ligger i byen og har mange kalkmalerier. Nordvest for Hovå ligger bydelen Stokkebro, som var vokset sammen med selve Gjerrild allerede i 1800-tallet.

## Omegnen
Umiddelbart sydvest for byen ligger Sostrup Slot. Dets hovedbygning har været kloster 1960-2013, fra 1990 Maria Hjerte Abbedi. Siden 2014 har slottet været restaurant og ramme om koncerter og kurser.
2½ km nordøst for byen findes den 20 meter høje og næsten 2 km lange Gjerrild Klint. Tæt ved klinten ligger Brokhøj, en stærkt nedgravet langdysse med to kamre. Den blev udgravet i 1986, hvor man fandt Gjerrild-skatten, der består af 81 sølvstykker.
4 km nord for byen ligger Gjerrild Nordstrand med sommerhusområde og feriekoloni. Her står Gjerrild Fyr, der blev opført i 1895 - det nuværende fyr er fra 1946.

## Faciliteter
- Gjerrild-Bønnerup Friskole er stiftet i 1991 og har 132 elever, fordelt på 0.-9. klassetrin. Skolen råder over den gamle savværksgrund, hvor der holdes udeskole, især for de mindste klasser.[2]
- Ved siden af skolen ligger den integrerede institution Savværket, som har vuggestue i den ene ende og børnehave i den anden. Der er 20 børn under 3 år og 29 over 3 år. Institutionen har adgang til fodboldbanen og friskolens gymnastiksal.[3]
- Efterskolen Helle har plads til 100 elever med behov for specialpædagogisk bistand. Skolen blev oprettet i 1991 i Hotel Jægergården, der lukkede i 1987. Det var oprindeligt Gjerrild Afholdshotel fra 1913, som blev genåbnet i 1952 som Gjerrild Hotel. Skolen hed i mange år Jægergården Efterskole, men skiftede til det nuværende navn i 2009. I 2012 opførte skolen en multihal.
- Gjerrild-Bønnerup Idrætsforening blev stiftet i 1936 med gymnastik og fodbold på programmet. Nu har den klubhus ved fodboldbanen og tilbyder også indendørs aktiviteter i friskolens gymnastiksal eller efterskolens multihal. Foreningen har i over 30 år arrangeret "Gjerrild Kram, Rock og Jazz", et kræmmermarked med musik, som plejer at tiltrække over 15.000 besøgende. Gjerrildløbet er et gadeløb med ca. 250 løbere.[4]
- Hotel Gjerrild Kro er en kongelig privilegeret landevejskro, grundlagt i 1843. Den har 14 værelser og 6 ferielejligheder.[5]
- Vandrerhjemmet Danhostel Gjerrild startede i 1973 i Gjerrildbanens gamle remise, som senere fik tilbygninger. Her er 24 værelser til 1-6 personer, og man kan vælge at sove i en togvogn med 16 køjer.[6] Man kan også leje lokaler af forskellig størrelse; det største er på 110 m².
- Gjerrild har en købmandsforretning.

## Historie
Bynavnets første led "Ger-" kommer af det olddanske geirr og betyder "spyd", mens andet led er afledt af olddansk -wil og betyder "væld".
Byens vartegn er det 300 år gamle træ Svalebøgen.
I 1901 beskrives Gjerrild og Stokkebro således: "Gjerrild (1342: Gærwyld) med Kirke, Præstegd., Skole, Forsamlingshus (opf. 1899), Andelsmejeri, Kro og Telefonst.; Stokkebro (Forts. af Gjerrild By)". Målebordsbladene viser desuden en skovridergård, og kortet fra 1800-tallet viser et fattighus.

### Gjerrildbanen
Gjerrild fik jernbanestation på Gjerrildbanen, der blev åbnet mellem Ryomgård og Gjerrild i 1911. For at undgå for kraftige stigninger blev Gjerrild Station lagt i Stokkebro. Gjerrild forblev endestation indtil 1917, hvor banen blev forlænget til Grenaa. Stationen havde 220 m omløbsspor med perron og 110 m læssespor ved en svinefold og med stikspor i begge ender, det ene til en 5-tons galgekran og enderampe, det andet til perronen. Som endestation havde Gjerrild desuden en tosporet remise med værksted, drejeskive på 6½ m og kulgård samt et opstillingsspor. Fra hovedsporet var der stikspor til en enkeltsporet motorvognsremise.
Under Besættelsen blev der på Gjerrild Nordstrand gravet ral til tyskernes mange betonanlæg. Ud for stenværket var der anlagt en 480 m lang anløbsbro med tipvognsspor, men den blev ødelagt af isskruninger om vinteren, så tyskerne fik i 1943 anlagt et 2,7 km langt sidespor til Gjerrildbanen. Det sluttede med et spor på hver side af en 90 m lang og 3½ m høj trærampe, hvor smalsporede motorlokomotiver trak tipvognene op, så rallen kunne tippes ned i normalsporede godsvogne. Der blev under Besættelsen afsendt ca. 9.000 godsvogne med ral, og "Tyskerbanen" blev også benyttet i starten af 1950'erne, da der skulle anlægges nye startbaner på flyvestationerne i Karup og Tirstrup.
Banens hovedkontor, der lå i en villa på Dyrehavevej 4, flyttede til Grenaa i 1949, og villaen blev i 1953 solgt til kommunen og indrettet til kæmnerkontor og sognerådslokale. Gjerrildbanen blev nedlagt i 1956. Stationsbygningen er bevaret som helseklinik på Dyrehavevej 11. De 4 funktionærboliger, som banen opførte på Ved Svalebøgen 1-9, er også bevaret.
- Stationsbygningen
- Hovedkontoret
- Funktionærboligerne
- Remisen

Over 25 km af Gjerrildbanens tracé er bevaret som grusbelagte stier. "Gjerrildstien" følger banens tracé på 5 km mellem vejen Stokkebro og Hemmed Kirkevej. Nordvest for Langholmvej går en sti fra mod nordvest til Brøndstrup Mølleå. Det er resten af Tyskerbanens tracé. Fra vandrerhjemmet forbi Sostrup til Rødeled Vej går en 1 km lang grussti på banetracéet.

### Stationsbyen Stokkebro
I 1911 havde Gjerrild 520 indbyggere, og Stokkebro havde 60. Her var den nye skole opført i 1904, og den blev udvidet med en forskole i 1914. Stokkebro blev reelt Gjerrilds stationsby, og her kom væksten med lægebolig og andre huse samt brugsforening i 1913. Mange håndværkere og handlende flyttede dertil. Sostrups savværk brændte i 1917, men et nyt blev opført i Stokkebro i 1923. Det blev nedlagt i 1946 efter et opsving under Besættelsen, hvor der var stort behov for brænde til gasgeneratorerne på biler og jernbanemotorvogne. I 1917 kom der bageri, hvor der i 1925 også blev plads til en filial af Banken for Grenaa og Omegn. I det år havde Stokkebro 195 indbyggere.

### Genforeningssten
På et trekants-anlæg hvor Hestehavevej munder ud i vejen Stokkebro, står en sten der blev afsløret 31. juli 1920 til minde om Genforeningen i 1920.

## Kendte personer
- Vilhelm Gregersen (1848-1929), præst og salmedigter. Nød fra 1918 sit otium i Gjerrild, hvor han bl.a. forfattede indskriften på genforeningsstenen.
- Alice Scavenius (1904-2001), fra 1946 gift med tidligere udenrigs- og statsminister Erik Scavenius (1877-1962). I 1969 bosatte hun sig i Gjerrild i et hus nær ved kroen. Her skrev hun flere bøger om naturen, især fuglelivet.